# Peribea (filla d'Eurimedont)
Segons la mitologia grega, Peribea (en grec antic: Περίβοια, 'Periboia') va ser una filla d'Eurimedont, cabdill de Paros. Es va unir a Posidó i d'aquesta relació va néixer Nausítous, primer rei dels feacis.